# 우치다 노부야
우치다 노부야(일본어: 内田信也, 1880년 12월 6일 ~ 1971년 1월 7일)는 일본의 기업인, 정치인이다.
선박 사업으로 재산을 모았으며, 정계에도 진출해 미야기현 지사, 오카다 내각의 철도대신, 도조 내각의 농상대신, 제5차 요시다 내각의 농림대신을 지냈다. 조카 무라카미 이치로 (村上一郎) 와 이시노 신이치 (石野信一)는 각각 문예평론가와 대장성 사무차관과 고베 은행장으로 활동하였다.